# 1983年桂林奇峰岭机场撞机事件
1983年桂林奇峰嶺機場撞機事件發生於1983年9月14日9時34分。事件發生在廣西壮族自治区桂林市軍民兩用的桂林奇峰嶺機場，當時一架執行廣州－桂林－北京航班的中國民航廣州管理局 （現中國南方航空）班機正在跑道上滑行，準備前往北京首都國際機場。在客機通過機場聯絡道口開始轉彎時，一架隸屬於中國人民解放軍空軍的轟炸機進入跑道，其左機翼撞入客機右側，轟炸機左發動機撞上客機機頭設備艙，機身被撞出一個大洞。這次事件造成客機上共11名乘客死亡，其中1人當場死亡，10人送院後不治；20名乘客和2名機組人員受傷；客機因機身受損嚴重而報廢。按照1956年中國民用航空局制定事故等級標準來劃分，該次事件屬於一等事故。

## 飛機
事件中被撞的客機是一架由英國霍克薛利公司生產的霍克薛利三叉戟2E型客機。該機機身註冊編號為B-264，生產編號為2169，出廠時機身註冊編號為G-BAJF，於1975年首飛。該機隸屬於中國民航廣州管理局 （現中國南方航空）第六飛行大隊，當天的班機由該大隊執飛。而與飛機相撞的則是一架隸屬於中國人民解放軍空軍的轟炸機。對於轟炸機的機型目前有兩種說法，一說為伊留申伊尔-28轟炸機或中國仿製的轟-5轟炸機，另一說為轟-6轟炸機。

## 事件原因
官方調查認為，轟炸機飛行員要負事件的主要責任，其違反滑行規定並處置失當，在發現前方有飛機的情況下仍以時速60公里的速度滑行，最終導致兩機相撞。另一方面，機場的指揮調度人員違反了「統一指揮」的規定，在調度滑行前沒有按照規定向軍方提出申請，對事件負重要責任。另外，在同一個機場內，軍方和民航使用不同頻率分別指揮；暴露了軍民兩用機場協調不好的現象。

### 類似事故
- 特内里費空難：1977年3月27日在特內里費北部機場跑道發生的撞機事件，致583人遇難。
- 北歐航空686號班機事故：2001年10月8日在米蘭連尼治機場發生的跑道撞機事件，118人遇難。
- 1960年全日空25号班机小牧机场相撞事故：1960年3月16日在名古屋飛行場發生的民航機與軍機相撞事故，3人遇難。
- 2005年波士頓洛根機場跑道入侵事故：2005年6月9日發生，兩機險些相撞但無人遇難。
- 2024年羽田机场跑道撞机事故：2024年1月2日在東京國際機場發生的民航機與海上保安廳飛機相撞事故，日航客機無人死亡，海上保安廳飛機5人遇難。

### 同樣涉及中國民航三叉戟客機的事故
- 九一三事件：1971年9月13日墜毀於溫都爾汗，導致林彪等9人死亡。
- 中國民航3303號班機空難：1982年4月26日墜毀，亦發生在奇峰嶺機場，112人遇難。
- 中國民航301號班機空難：1988年8月31日在啟德機場衝出跑道，7人遇難。

## 外部連結
- Hawker Siddeley Trident Accidents（页面存档备份，存于）（英文）